# Королівство Куско
Королівство Куско — держава в Андах зі столицею у м.Куско близько з 1200 року. Перетворилося з невеличкого міста-держави на володаря усієї долини Куско (інки називали її Священною долиною). Його правителя мали титул Капак Інки, а власна назва — куракство, яку іспанці перевели як королівство. Спочатку керувалася династією Нижнього Куско, з 1350 року — Верхнього Куско. У 1438 році Інка Пачакутек перетворив «королівство» на імперію Тауантінсую. З цього моменту стає особливою областю імперії інків поруч з 4 «чвертями»-сую.

## Історія

### Куракство Куско
Засновано Куско легендарним володарем Манко Капаком, який прийшов з місцини поблизу оз. Тітікака. Час існування королівства Куско відомий переважно з легенд і міфів, тому точних відомостей про діяльність володарів Куско немає. Основною тактикою Інків було розширення своїх земель дипломатичними засобами. Водночас починає формуватися, а з часів Інки Роки поширюватися, культ бога-Сонця Інті. Весь час існування держави Куско був часом тривалих перемовин із сусідами, численних союзів і короткочасних воєн. На кінець правління Майти Капака інкам вдалося повністю захопити долину Куско. Наступні володарі намагалися вийти за межі долини, але не досягли відчутних успіхів.
Знано, що значна їх увага приділялася розбудові своєї столиці. В цей час починає формуватися архітектурний стиль інків, розвиваються ткацтво та керамичне виробництво, обробка металів. Поступово формується адміністративний апарат.
У 1438 році королівство Куско стикнулося з нападом чанкського союзу, в результаті чого майже втратило землі в долині Куско, а саму столицю інків ворог узяв в облогу. Лише рішучі дії одного з синів правлючого володаря Кусі Юпанкі врятували ситуацію. Того ж року він завдав рішучої поразки чанка, а потім захопив владу, взявши ім'я Інка Пачакутек. Він також перетворив королівство на імперію, що поділив на 4 чверті-сую, а власна, старовинна держава Куско стала особливою областю під власним керівництвом імператора або його спадкоємця.

### Капак Інки
- Манко Капак (1200–1230)
- Сінчі Рока (1230–1260)
- Льоке Юпанкі (1260–1290)
- Майта Капак (1290–1320)
- Капак Юпанкі (1320–1350)
- Інка Рока (1350–1380)
- Яуар Уакак (1380–1410)
- Віракоча Інка (1410–1438)

### В складі імперії
За часів імперії Тауантінсую королівство Куско була центральною областю звідки йшли усі основні магістралі та державні шляхи інків, де розташовувалися тамбо з часкі. На відміну від «чвертів» королівство Куско не поділялося на уамані (провінції), а було цільною адміністративною одиницею. Тут зводяться численні міста та палаци Сапа Інки різного призначення.
В цей час стає важливим центром металургії, створення ювелірних прикрас, ткацтва (сюди були зведені найкращі майстри з захоплених земель), живопису та скульптури.